# Nina Hagen (album)
Albums de Nina Hagen
Nina Hagen In Ekstase
(1985) Street
(1991)
Nina Hagen est un album de Nina Hagen sorti en 1989. Tous les titres sont chantés en anglais, à l'exception de Live on mars, adaptation d'une invocation à Shiva en sanskrit, Michail Michail, et l'adaptation de Ave Maria de Schubert, chantées en allemand.

Move Over est une reprise de Janis Joplin, Hold Me de Mahalia Jackson, Las Vegas une reprise d'une chanson de Mort Schuman rendue célèbre par Elvis Presley sous le titre Viva Las Vegas. Dope Sucks est un titre de Herman Brood avec lequel Nina Hagen a chanté sur la bande originale du film Cha Cha (1979), Michail Michail une chanson écrite par le beau-père de Nina Hagen.

## Liste des titres
1. Move Over (Janis Joplin) - 4:36
2. Super Freak Family (Nina Hagen - Billy Liesegang) - 4:15
3. Love Heart Attack (Junger Junior - Dawson Miller) - 4:06
4. Hold Me (Mahalia Jackson, adaptation de Billy Liesegang) - 4:05
5. Las Vegas (Doc Pomus - Mort Shuman) - 2:49
6. Live on Mars (Traditionnel, adaptation de Nina Hagen et Zeus B. Held) - 4:59
7. Dope Sucks (Herman Brood) - 3:04
8. Only Seventeen (Nina Hagen - Billy Liesegang - Dawson Miller - Zeus B. Held) - 5:08
9. Where's The Party (Nina Hagen - Billy Liesegang) - 3:45
10. Michail, Michail (Gorbachev Rap) (Wolf Biermann) - 5:03
11. Ave Maria (Franz Schubert, adaptation de Nina Hagen et Zeus B. Held) - 5:24